# 하남시청역
하남시청(덕풍·신장)역(Hanam City Hall(Deokpung·Sinjang)Station, 河南市廳(德豊·新長)驛)은 경기도 하남시 신장동에 있는 수도권 전철 5호선의 전철역이다. 2021년 3월 27일에 개통됐다. 덕풍천 하저터널로 하남검단산역과 연결된다. 향후 수도권 전철 3호선이 개통하면 환승역이 될 예정이다.

## 연혁
- 2019년 5월 29일: 역명을 하남시청(덕풍·신장)역으로 확정[2]
- 2021년 3월 27일: 하남선 강일과 하남풍산~하남검단산 구간 개통과 함께 영업 개시
- 2025년 : 수도권 전철 3호선 하남시청역~오금 구간 길이 연장 착공
- 2033년 : 수도권 전철 3호선 하남시청역~오금 구간 길이 연장 개통과 함께 예정

## 역 구조

### 승강장
2면 2선의 상대식 승강장을 갖추고 있다. 승강장은 스크린도어가 설치돼 있다. 
| 하남풍산 ↑   |
| \| 상        |
| ↓ 하남검단산 |

| 상행 | ● 수도권 전철 5호선 | 상일동 · 강동(강동성심병원)·천호(풍납토성)·여의도(신한투자증권)·방화 방면 |
| 하행 | ● 수도권 전철 5호선 | 하남검단산 방면                                                           |

## 역 주변
- 신장초등학교
- 하남문화예술회관
- 풍산아이파크1단지
- 덕풍아파트단지
- 덕풍시장
- 신장시장
- 에코타운 아파트 단지
- 신장성당
- 홈플러스

## 인접한 역
| 하남선                 | 하남선              | 하남선              |
| ---------------------- | ------------------- | ------------------- |
| 556 하남풍산 방화 방면 | ● 수도권 전철 5호선 | 558 하남검단산 방면 |

## 여담
역명은 하남시청역이라 되어있으나 실제 역에서 하남시청까지는 약 700m나 걸린다.